# Maker

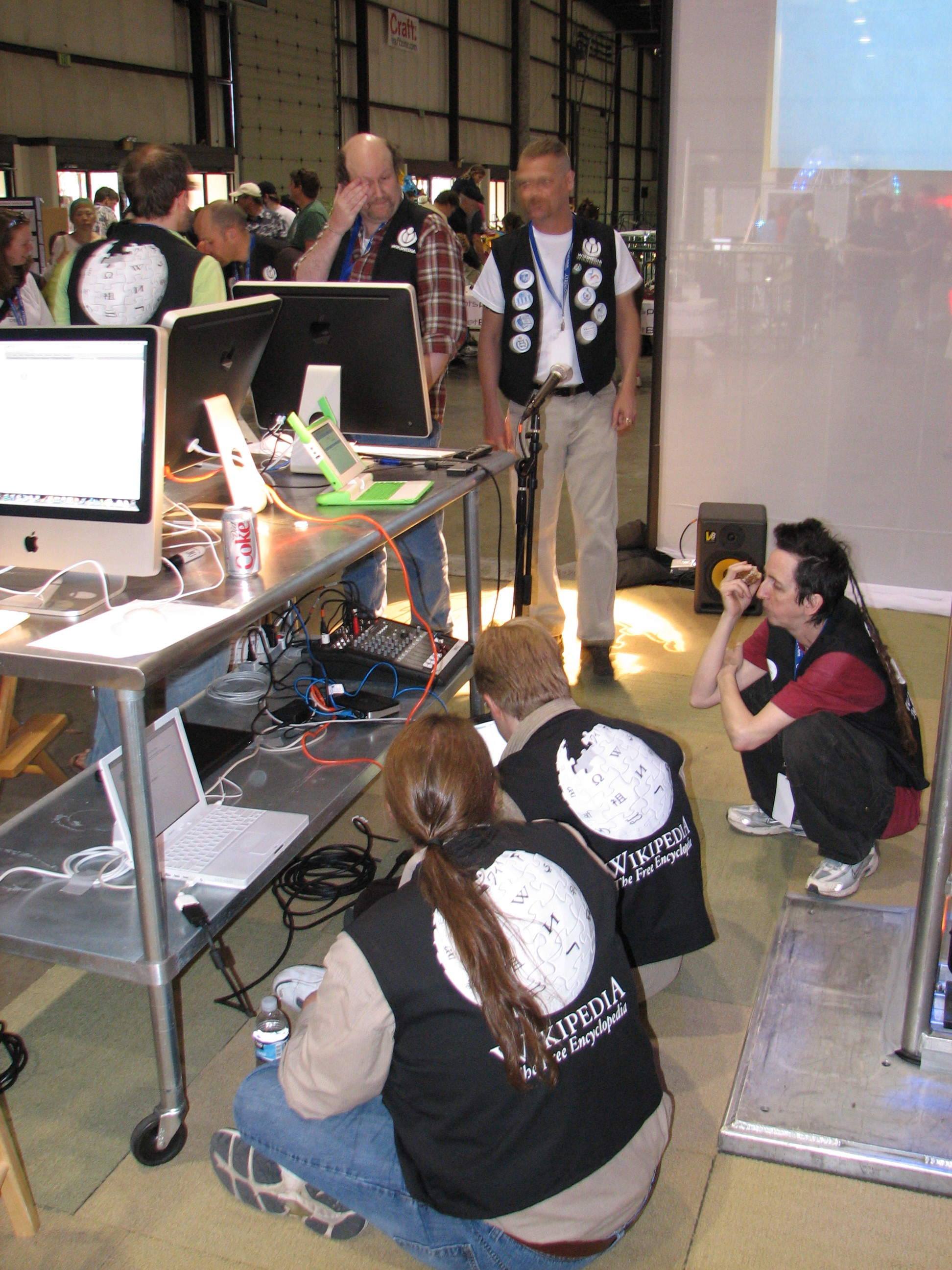
Makermesse in Kalifornien (2008)

Maker [ˈme͜ɪkə] (englisch für ‚Schöpfer‘ oder ‚Hersteller‘, wörtlich „Macher“) sind Anhänger einer Subkultur, die neue Dinge selbst herstellt oder existierende umbaut und dabei meist aktuelle Technik einsetzt. Die Maker-Bewegung wird als Variante des Heimwerkens bzw. Do It Yourself mit Bezügen zur Hacker-„Kultur“ und historischen Wurzeln im Arts and Crafts Movement gesehen.

## Ziele
Ziel vieler Anhänger ist es, mit eigenen Mitteln ein technisches Problem zu lösen, ohne den Einsatz kostspieliger Speziallösungen. Ein typisches Beispiel ist der Einsatz von 3D-Druckern, mit denen Ersatzteile für Geräte hergestellt werden. Es gibt auch viele Mitglieder, die anderen, zum Beispiel rein künstlerischen oder akademischen, Projekten nachgehen. Dort stehen die Individualität und das Finden von Alternativen zu bestehenden, kommerziellen Lösungen im Vordergrund. Ein Würfel aus Leuchtdioden wäre ein Beispiel für eine rein künstlerische Zielsetzung. Für viele Mitglieder sind auch Wissensaneignung und Neugierde die Triebfedern.

## Hackerspaces, Makerspaces und FabLabs
Manche Mitglieder organisieren sich in sogenannten Hackerspaces, Makerspaces oder FabLabs. Weniger technikfokussierte Maker finden sich in offenen Werkstätten. All diese Örtlichkeiten bieten Platz und Ausstattung für neue Projekte. Sie entsprechen oftmals einer Werkstatt mit gemeinsam angeschaffter Ausrüstung, die für eine Person alleine nicht erschwinglich wäre. Oftmals steht auch der Austausch von Informationen und die Vermittlung nach außen im Vordergrund. An vielen dieser Orte werden Kurse und Workshops für verschiedene Altersgruppen angeboten.

## Bedeutung der Makerbewegung
Die Bewegung wird von manchen Journalisten wie z. B. Chris Anderson (ehemaliger Chefredakteur des bekannten Tech-Magazin „Wired“), als „dritte Industrielle Revolution“ eingeschätzt, die unsere Wirtschaft und Gesellschaft fundamental verändern könne. Zudem könne Making die Nachhaltigkeit der Industrie 4.0 erheblich steigern. 2012 empfahl das Ministerium für Handel und Industrie Singapurs, das Land müsse angesichts der voraussichtlichen Umwälzung der globalen industriellen Landschaft eine „Maker-Bewegung“ kultivieren, die Angehörigen von Bildungseinrichtungen, in der Freizeit Interessierten und Berufstätigen gleichermaßen Zugang zu neuen Fertigungstechnologien und offenen Werkstätten gebe.
Präsident Barack Obama hat im Juni 2014 eine Maker Faire im Weißen Haus ausrichten lassen, bei der er die „Nation of Makers“ ausrief. In ärmeren Gebieten der Welt wie z. B. in Brasilien oder Afrika bieten FabLabs Möglichkeiten, Wissen über Produktionsmöglichkeiten zu erlernen und Makermessen die Möglichkeit, sich international zu vernetzen und gegenseitig anzuregen.
Im Rahmen der Corona-Pandemie formte sich unter dem Namen „Maker vs. Virus“ eine Initiative, in deren Namen über 6500 Maker dezentral im deutschsprachigen Raum Medizin- und Pflegepersonal mit eigens hergestelltem behelfsmäßigen Schutzequipment in hohen Stückzahlen versorgen. Eine im humanitären Kontext und der Krisenbewältigung wiederkehrende Diskussion in Wissenschaft und Praxis ist dabei die Qualitätssicherung, deren Herausforderung in der zumeist generalistischen Herangehensweise der Maker-Bewegung und der Entwicklung abseits technischer oder medizinischer Normung liegen. Eine diesbezügliche Professionalisierung geht durch Open Hardware aus.
In der Maker-Community herrscht ein plurales Verständnis und Bekenntnis zu Offenheit (Openness), beispielsweise in Form von Zugänglichkeit, Diversität, Transparenz und Wiederverwendbarkeit durch offene Lizenzen vor. Mit der Veröffentlichung von Open-Source-Hardware tragen Maker und Makerspaces damit auch zur Wissensallmende bei.

## Veranstaltungen in Deutschland
In Deutschland gibt es verschiedene Veranstaltungen, die mit dem Begriff „Maker“ arbeiten, darunter auch die Veranstaltungsreihe Maker Faire.
Im Jahr 2012 fand in Hamburg das erste Makertreffen statt. Im Jahr 2013 gab es mehrere Makerausstellungen. Am 20. und 21. April fand erstmals in München die von Enthusiasten organisierte Make Munich statt, im August in Hannover die erste kommerzielle, von der Zeitschrift Make: veranstaltete, Maker Faire. Ebenfalls seit 2013 veranstaltet eine Gruppe von Ehrenamtlichen die Make Rhein-Main, die bereits in Frankfurt, Darmstadt und Offenbach stattfand. Am 28. und 29. Juni 2014 fand in Friedrichshafen die Maker World statt, die ab 2016 zur Maker Faire Bodensee wurde. Im März 2016 folgte für NRW und das Ruhrgebiet die Maker Faire Ruhr in Dortmund. 2018 fand die erste Make Ostwürttemberg in Heidenheim mit 9.000 Besuchern an zwei Tagen statt. Diese wechselt jährlich den Veranstaltungsort und findet wechselnd in Aalen, Schwäbisch Gmünd, Ellwangen und Heidenheim statt.